# Mithridate III du Pont
Pour les articles homonymes, voir Mithridate.
Mithridate III du Pont (en grec moderne : Mιθριδάτης γʹ), mort en 184 av. J.-C., est un roi du Pont de la dynastie des Mithridatides qui règne de 220 av. J.-C. à 184 av. J.-C.

## Biographie

### Origine
Mithridate III est le fils de Mithridate II du Pont et de son épouse Laodicé. Il a deux sœurs, Laodicé III, qui fut la première épouse du roi séleucide Antiochos III, et Laodicé dite Laodicé du Pont.

### Règne
Son règne couvre une période d'environ 35 ans entre 220 et 184 av. J.-C. Aucun événement n'a été retenu pour cette époque dans l'historiographie subsistante où le royaume du Pont semble avoir momentanément disparu de l'histoire ; il est vrai qu'à cette époque il se trouve complètement isolé de l'Empire séleucide par l'implantation des Celtes en Galatie.
L'existence de « Mithridate III » est même parfois contestée car elle ne repose en fait que sur l'assertion d'Appien qui précise que Mithridate VI était le huitième roi de la dynastie et le sixième à porter ce nom.

## Famille

### Mariage et enfants
Mithridate III semble avoir épousé une princesse sans doute séleucide nommée elle aussi Laodicé (en), avec laquelle il a trois enfants :
- Pharnace Ier ;
- Mithridate IV du Pont ;
- Laodicé (en), sœur épouse de son frère Mithridate IV du Pont.

### Ascendance
Sauf précision contraire, les dates de cet article sont sous-entendues « avant l'ère commune » (AEC), c'est-à-dire « avant Jésus-Christ ».

## Galerie

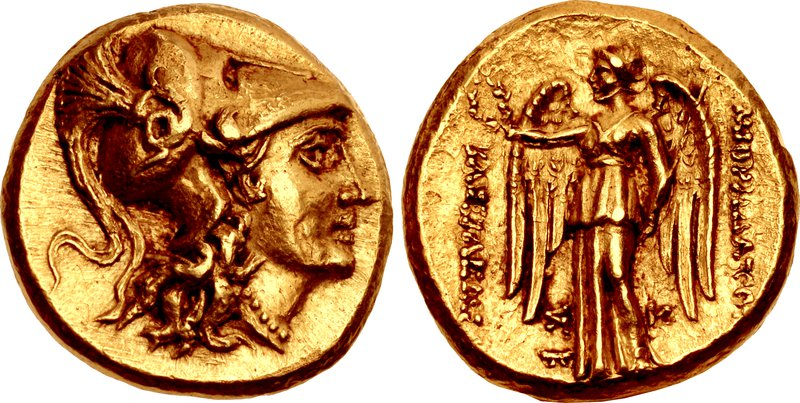
Pièce représentant Mithridate III du Pont.